# علوية صبح
علوية صبح (1955 -) أديبة وصحفية ومفكرة وناقدة لبنانية.

## ولادتها
ولدت في بيروت سنة 1955، من أسرة أصلها من الجنوب اللبناني نزحت قبل ولادتها إلى منطقة الأشرفية في بيروت.

عاشت طفولتها متنقلة مع أهلها بين الأشرفية وبرح حمّود والسبتية.

## دراستها وبداياتها
درست الأدب العربي والإنكليزي في الجامعة اللبنانية في بيروت. وحصلت على بكالوريوس في الأدب العربي والأدب الإنكليزي.

بعد أن تخرجت سنة 1978، عملت مدرّسة تعليم ثانوي في إحدى المدارس بالتزامن مع نشرها مقالات في قسم الفن والثقافة في صحيفة «النداء» البيروتية.

انتسبت إلى الحزب الشيوعي اللبناني في فترة الشباب. 

سافرت إلى موسكو ومكثت فيها حوالي السنة للعلاج.

بدأت بكتابة نصوص نثرية ونشرها في بداية العشرينات من عمرها.

## في الصحافة والرواية
في أوائل الثمانينات نشرت الرواية، والشعر ومقالات أدبية عديدة في الصحيفة اللبنانية الرائدة«النهار».

كما حرّرت القسم الثقافي في أوسع مجلات المرأة العربية انتشارا في ذلك الوقت وهي مجلة «الحسناء» والتي أصبحت رئيسة تحريرها سنة 1986.

وفي أوائل التسعينات، أسست مجلة «سنوب الحسناء» والتي أصبحت اليوم أكثر مجلات المرأة مبيعا في العالم العربي، وما زالت صبح رئيسة تحريرها.

## في المجال الثقافي
تشارك علوية صبح بانتظام بمحاضرات ثقافية في أنحاء العالم العربي، وتتم استضافتها في الكثير من البرامج التلفزيونية تتميز بكثرة نقدها الادبي ودفاعها عن حقوق المرأة العربية. كما أنها عضو في الهيئة العامة في المجلس الثقافي للبنان الجنوبي.

## الجوائز
- حصلت على جائزة السلطان قابوس للإبداع عام 2006.
- اختارت دار Mondadori الإيطالية رواية “اسمه الغرام” من بين المائة رواية الأكثر جمالاً وتأثيراً في تاريخ الأدب منذ عام

## مؤلفاتها
لها العديد من الروايات:
1. مريم الحكايا صدرت عن دار الآداب سنة 2002م وترجمت إلى الفرنسية والألمانية.
2. «دنيا»، 2006م
3. «اسمه الغرام»، 2009م.
4. «نوم الأيام»، 1986م
5. «أن تعشق الحياة» 2020م.[1]
6. «افرح يا قلبي» 2023م.[2]

تُرجمت رواياتها إلى لغات أجنبية عديدة منها الفرنسية والألمانية والإيطالية والإنكليزية.